# Jacques Hupin
Jacques Hupin est un peintre français,  actif au milieu du XVIIe siècle.
On ne sait pratiquement rien sur cet artiste, la seule mention d'archives découverte par Jacques Bousquet dans les Stati d'anime est que Jacques Hupin était à Rome en 1649.

## Thématique et style
- Les tableaux connus de Hupin représentent des pièces d'orfèvreries posées sur un entablement recouvert de lourds tapis à fond rouge. Sa matière grasse s'accorde parfaitement pour représenter les étoffes de ces tapis. Sa thématique le rapproche de Meiffren Conte et des peintres actifs à Bergame comme Baschenis ou Bettera. Il se rapproche aussi d'un maître anonyme italien surnommé le Maître au tapis.

## Œuvres signées

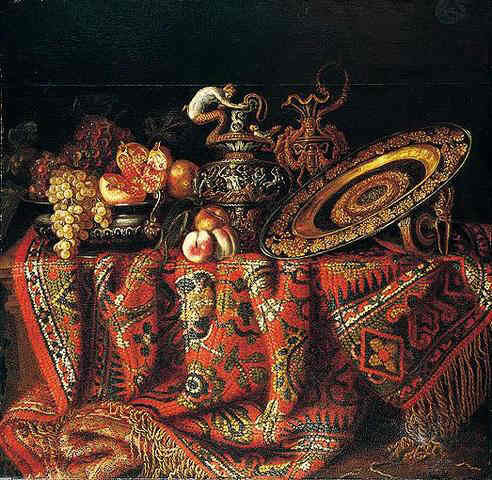

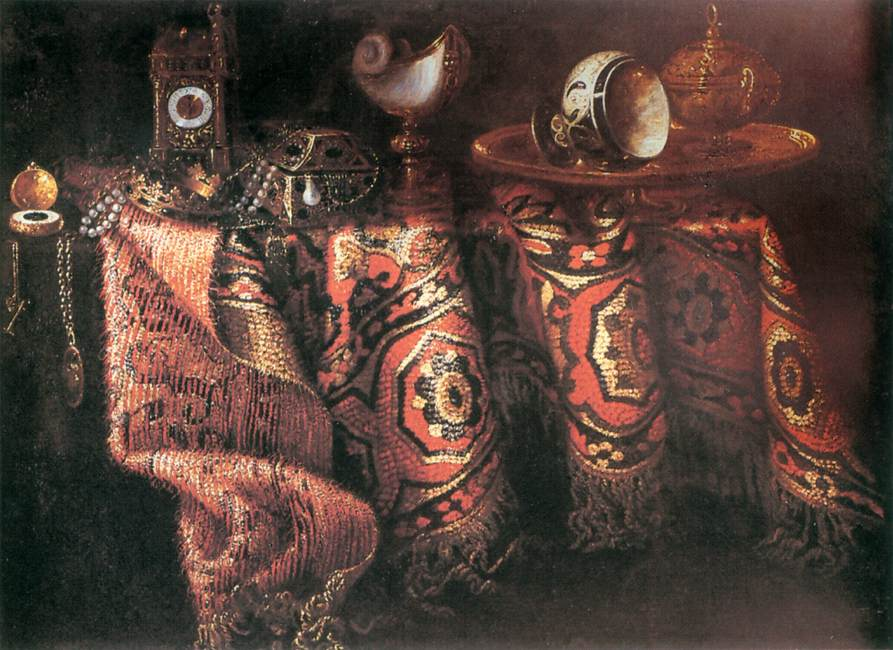

L'ordre de cette liste est par format :
- Tapis, vases d'argent et bijoux, huile sur toile, 87 par 128,5, Caen, musée des beaux-arts[4], don par Madame la Baronne de Montaran en 1858[5].
- Nature morte au tapis et à l'orfèvrerie, huile sur toile, 91 par 123, vente publique. Ce tableau est une autre version d'une œuvre non signée, conservée à Auxerre musée Leblanc-Duvenoy, faisant pendant d'un tableau signé, voir ci-dessus.
- Pièces d'orfèvrerie, huile sur toile, 90 par 120, Auxerre, musée Leblanc-Duvernoy.
- Pièces d'orfèvrerie, huile sur toile, 93 par 124, collection particulière, France, tableau reproduit dans le livre de Monsieur Faré page 239.
- Vanité, huile sur toile, 95 par 120, collection particulière, Paris, Faré page 241.
- Nature morte avec des pièces d'orfèvrerie, huile sur panneau, 96 par 128, vente publique.
- Nature morte aux tapis et pièces d'orfèvrerie, 100 par 136, tableau reproduit dans le livre de Claudia Salvi, page 138.
- Nature morte aux pêches, aux grappes de raisins, aux grenades, huile sur toile, 116,5 par 118,5, vente Sotheby's Londres, le 12 décembre 2002, lot n° 208, adjugé 23 900 £. La signature est partiellement effacée subsistent les trois dernières lettres pin et l'inscription fe(cit).
- Nature morte au tapis,  huile sur toile, 121 par 150, Paris, Musée du Louvre, porte l'inscription J.Hupin fec. a Roma. (S.b.d.), donnée au musée du Louvre en 1972 par Jon Nicholas Streep[6].